# ジョニー・リー・ミラー
ジョニー・リー・ミラー（Jonny Lee Miller, 本名：ジョナサン・リー・ミラー、Jonathan Lee Miller, 1972年11月15日 - ）は、イギリスの俳優。

## 来歴

### 生い立ち
ロンドン南西部のキングストン・アポン・テムズ出身。父親のアラン・ミラーは舞台俳優、母親のアン（旧姓リー）は劇場関係者、祖父は『007』シリーズのM役で出演していたバーナード・リー。
ナショナル・ユース・シアターで演技を学び、俳優業に専念するため、17歳の時に高校を中退した。

## キャリア
1983年からテレビに出演しはじめ、1995年公開の『サイバーネット』で映画デビュー。1996年公開の『トレインスポッティング』で注目を集める。1997年にジュード・ロウ、サディ・フロスト、ユアン・マクレガー等と共にナチュラル・ナイロン（Natural Nylon）という映画製作会社を設立。

## 私生活
1996年3月28日に『サイバーネット』で共演したアンジェリーナ・ジョリーと結婚したが、18か月後に別居し、1999年2月3日に離婚。
2017年2月2日に公開されたインタビューでは、現在も友人として連絡を取っていることを明かしている。
2008年7月に女優のミシェル・ヒックス (Michele Hicks) と再婚。同年12月3日に長男 バスター・ティモシー・ミラー (Buster Timothy Miller) が誕生。
チェルシーFCのサポーター。ランニングを趣味としており、2008年にはロンドン・マラソンに参加した。

## 主な出演作品

### 映画
| 公開年 | 邦題 原題                                           | 役名                       | 備考                                                   |
| ------ | --------------------------------------------------- | -------------------------- | ------------------------------------------------------ |
| 1993   | 第一容疑者3 Prime Suspect 3                         | アンソニー・フィールド     | テレビ映画                                             |
| 1995   | サイバーネット Hackers                              | デイド・マーフィー         | 別題『サイバーネット/ハッカーの逆襲』 日本劇場未公開   |
| 1996   | トレインスポッティング Trainspotting                | シック・ボーイ             |                                                        |
| 1997   | アフターグロウ Afterglow                            | ジェフリー・バイロン       |                                                        |
| 1999   | プランケット&マクレーン Plunkett & Macleane         | ジェイムズ・マクレーン     |                                                        |
| 1999   | マンスフィールド・パーク Mansfield Park             | エドモンド・バートラム     |                                                        |
| 2000   | ロンドン・ドッグス Love, Honour and Obey            | ジョニー                   |                                                        |
| 2000   | サイコ2001 Complicity                               | キャメロン                 | 日本劇場未公開                                         |
| 2000   | ドラキュリア Dracula 2000                           | サイモン・シェパード       |                                                        |
| 2001   | 脱獄者 The Escapist                                 | デニス・ホプキンス         | 日本劇場未公開                                         |
| 2004   | マインドハンター Mindhunters                        | ルーカス・ハーパー         |                                                        |
| 2004   | メリンダとメリンダ Melinda and Melinda              | リー                       |                                                        |
| 2005   | イーオン・フラックス Æon Flux                       | オーレン・グッドチャイルド |                                                        |
| 2006   | トップ・ランナー The Flying Scotsman                | グレアム・オブリー         | 別題『フライング・スコッツマン/挑戦者』 日本劇場未公開 |
| 2009   | エンドゲーム ～アパルトヘイト撤廃への攻防～ Endgame | マイケル・ヤング           | 別題『エンドゲーム』 日本劇場未公開                    |
| 2012   | ダーク・シャドウ Dark Shadows                       | ロジャー・コリンズ         |                                                        |
| 2012   | ビザンチウム Byzantium                              | ルヴェン                   |                                                        |
| 2017   | T2 トレインスポッティング T2 Trainspotting          | サイモン / シック・ボーイ  |                                                        |
| 2020   | Funny Face                                          | Developer                  |                                                        |
| 2021   | マーズ Settlers                                     | レザ                       |                                                        |
| 2022   | Alice                                               | ポール・ベネット           |                                                        |
| 2023   | コヴェナント/約束の救出 The Covenant                | ヴォークス大佐             |                                                        |

### テレビシリーズ
| 放映年    | 邦題 原題                                         | 役名                   | 備考                                         |
| --------- | ------------------------------------------------- | ---------------------- | -------------------------------------------- |
| 1982      | ドクター・フー Doctor Who                         | Kinda child            | シーズン19「Kinda: Part One」 クレジットなし |
| 1991      | 主任警部モース Inspector Morse                    | Student                | シーズン5第4話「ギリシャ人の贈り物」         |
| 1992      | イーストエンダーズ EastEnders                     | Jonathan Hewitt        | 計6話出演                                    |
| 2006-2007 | スミス Smith                                      | トム                   | 計7話出演                                    |
| 2008-2009 | 弁護士イーライのふしぎな日常 Eli Stone            | イーライ・ストーン     | 主演、計26話出演                             |
| 2009      | エマ ～恋するキューピッド～ Emma                  | ナイトリー             | ミニシリーズ、計4話出演                      |
| 2010      | デクスター 〜警察官は殺人鬼 Dexter                | ジョーダン・チェイス   | 計8話出演                                    |
| 2012-2019 | エレメンタリー ホームズ&ワトソン in NY Elementary | シャーロック・ホームズ | 主演、計154話出演 計3話監督                  |
| 2022      | ザ・クラウン The Crown                            | ジョン・メージャー     | 計7話出演                                    |